# آل صالح عمر (يافع)

تعديل مصدري - تعديل

ال صالح عمر هي إحدى قرى عزلة لبعوس بمديرية يافع التابعة لمحافظة لحج، بلغ تعداد سكانها 368 نسمة حسب تعداد اليمن لعام 2004.